# Raïon de Pervomaïské
Le raïon de Pervomaïské (en russe : Первомайский район, en ukrainien : Первомайський район) est une subdivision administrative faisant partie, pour les autorités ukrainiennes, de la république autonome de Crimée, et pour les autorités russes, de la république de Crimée. Son centre administratif est la ville de Pervomaïské.

## Histoire
Ce raïon a été créé en 1935 sous le nom de raïon national juif de Larindorf, agglomération dont le nom est maintenant Krestianivka (ru)